# São Mamede de Negrelos
São Mamede de Negrelos ist ein Ort und eine ehemalige Gemeinde (Freguesia) im Norden Portugals.
São Mamede de Negrelos gehört zum Kreis Santo Tirso im Distrikt Porto. Die Gemeinde hatte eine Fläche von 5,6 km² und 2144 Einwohner (Stand 30. Juni 2011).
Am 29. September 2013 wurden die Gemeinden Negrelos (São Mamede), Campo (São Martinho) und São Salvador do Campo zur neuen Gemeinde União das Freguesias de Campo (São Martinho), São Salvador do Campo e Negrelos (São Mamede) zusammengeschlossen.